# Доманакух (район Рудаки)
Доманакух (тадж. Доманакӯҳ; до 2008 года — Подгора) — село в районе Рудаки Республики Таджикистан. Входит в состав джамоата (сельской общины) Сарикишти района Рудаки.
Находится недалеко от г. Душанбе, на расстоянии 13 км от райцентра (пгт. Сомониён) и 5 км от центра общины (село Махмадшои-Боло).
Население — 546 чел. (2017).